# 琉球血淚新書
琉球血淚新書是越南獨立運動人士潘佩珠的一部著作。
潘佩珠曾經流亡日本和中國，在那裡聽說了琉球被日本吞併的詳情。該書於1903年潘佩珠前往順化的途中寫成。該書記述了琉球國被日本吞併的歷史，以及琉球被日本吞併後的慘狀。書中提出了救國的方法，包括國民的啓蒙、人心的發奮和人材的養成，最後呼籲越南人民團結起來，加入革命的隊伍。
潘佩珠希望通過敘述琉球滅亡的詳情來警醒越南人民，團結越南的愛國志士起來反抗法國的統治。該書的發行在越南引起很大的反響。